# Trachylepis mekuana
Trachylepis mekuana là một loài thằn lằn trong họ Scincidae. Loài này được Chirio & Ineich mô tả khoa học đầu tiên năm 2000.